# Rusheen McDonald
Rusheen McDonald (17 agosto 1992) è un velocista giamaicano.

## Palmarès
| Anno | Manifestazione      | Sede           | Evento        | Risultato  | Prestazione | Note                                     |
| ---- | ------------------- | -------------- | ------------- | ---------- | ----------- | ---------------------------------------- |
| 2012 | Giochi olimpici     | Londra         | 400 m piani   | Batteria   | 46"67       |                                          |
| 2013 | Mondiali            | Mosca          | 4×400 m       | Argento    | 2'59"88     |                                          |
| 2014 | World Relays        | Nassau         | 4×400 m       | 8º         | 3'10"23     |                                          |
| 2014 | Commonwealth        | Glasgow        | 400 m piani   | Semifinale | 45"95       |                                          |
| 2014 | Commonwealth        | Glasgow        | 4×400 m       | 4º         | 3'02"17     |                                          |
| 2015 | World Relays        | Nassau         | 4×400 m       | 4º         | 3'00"23     |                                          |
| 2015 | Mondiali            | Pechino        | 400 m piani   | Semifinale | 44"86       |                                          |
| 2015 | Mondiali            | Pechino        | 4×400 m       | 4º         | 2'58"51     |                                          |
| 2016 | Giochi olimpici     | Rio de Janeiro | 400 m piani   | Semifinale | 46"12       |                                          |
| 2016 | Giochi olimpici     | Rio de Janeiro | 4×400 m       | Argento    | 2'58"16     |                                          |
| 2017 | Mondiali            | Londra         | 4×400 m       | Batteria   | 3'01"98     |                                          |
| 2018 | Commonwealth        | Gold Coast     | 400 m piani   | Finale     | dnf         |                                          |
| 2018 | Giochi CAC          | Barranquilla   | 400 m piani   | 4º         | 45"70       | Miglior prestazione personale stagionale |
| 2018 | Giochi CAC          | Barranquilla   | 4×400 m       | Finale     | dnf         |                                          |
| 2018 | Campionati NACAC    | Toronto        | 4×400 m       | Finale     | dq          |                                          |
| 2019 | World Relays        | Yokohama       | 4×400 m       | Argento    | 3'01"57     | Miglior prestazione personale stagionale |
| 2019 | Giochi panamericani | Lima           | 4×400 m       | 6º         | 3'06"83     |                                          |
| 2019 | Mondiali            | Doha           | 400 m piani   | Batteria   | 46"21       |                                          |
| 2023 | Mondiali            | Budapest       | 4×400 m       | 4º         | 2'58"71     |                                          |
| 2024 | Mondiali indoor     | Glasgow        | 400 m piani   | Bronzo     | 45"65       | Miglior prestazione personale            |
| 2024 | World Relays        | Nassau         | 4×400 m mista | Batteria   | 3'14"83     |                                          |
| 2025 | Mondiali indoor     | Nanchino       | 400 m piani   | Semifinale | 47"22       |                                          |
| 2025 | Mondiali indoor     | Nanchino       | 4×400 m       | Argento    | 3'05"05     |                                          |
| 2025 | World Relays        | Guangzhou      | 4x400 m       | Batteria   | 3'03"54     |                                          |